# Romanos (kommun)
Romanos är en kommun i Spanien.   Den ligger i provinsen Provincia de Zaragoza och regionen Aragonien, i den nordöstra delen av landet, 220 km öster om huvudstaden Madrid. Antalet invånare är 121. Arean är 19,5 kvadratkilometer. Romanos gränsar till Badules.
Terrängen i Romanos är platt.